# Laura Shigihara
Laura Shigihara est une compositrice indépendante de jeux vidéo et de musiques. Elle a la double nationalité américaine et japonaise. Elle a créé la bande son de plus de 25 jeux vidéo mais est surtout connue pour avoir composé la bande son du jeu vidéo tower defense Plants vs. Zombies et son générique de fin avec paroles ("Zombies on Your Lawn"). Elle a aussi écrit et chanté la version japonaise du générique, "Uraniwa ni Zombies ga". Dans le jeu World of Warcraft: Cataclysm, elle a pris la voix du familier "Tournesol chantant".

## Biographie
Laura Shigihara, dont la mère est franco-américaine et le père japonais, a grandi à la fois aux États-Unis et au Japon. Elle s'est entraînée au piano pendant 11 ans et a appris elle-même à jouer de la guitare et de la batterie. Elle a grandi dans le monde des jeux vidéo et reproduisait les musiques de ses jeux préférés au piano à l'oreille.
Pendant ses études, elle a reçu une ancienne version de Cakewalk et a ainsi fait ses débuts en mixage, arrangement et production en remixant les musiques de vieux jeux vidéo. Des entreprises japonaises ont fini par lui proposer des contrats d'enregistrement comme chanteuse solo, mais elle a refusé pour des raisons personnelles.
Peu après son retour aux États-Unis, Shigihara a obtenu le poste de directeur son dans une compagnie qui lui donnait des cours d'utilisation de matériel. Elle a sorti un album de studio et composé sa première musique de jeux vidéo pour un petit jeu nommé Wobbly Bobbly. Elle était si excitée à l'idée de travailler sur un jeu vidéo qu'elle leur a dit qu'elle travaillerait gratuitement. La compagnie a aimé son travail et l'a payée pour qu'elle crée d'autres musiques pour des projets ultérieurs. Après avoir rempli son portefeuille, elle a travaillé et publié plus de 25 titres y compris Plants vs. Zombies, Ghost Harvest, World of Warcraft, Minecraft et le RPG indépendant To the Moon. Après son temps libre, elle a également mis au point un RPG basé sur la musique nommé Melolune et a récemment participé à l'album de charité de Akira Yamaoka Play for Japan où elle a créé une musique originale appelée Jump. Le 16 novembre 2011, elle a publié son single "Cube Land" en relation avec Minecraft et sa creepypasta Herobrine. Elle est aussi connue pour ses diverses et nombreuses parodies de Minecraft.
Elle a également créé, à l'aide du logiciel RPG Maker XP, un jeu nommé Rakuen,.

## Discographie
Le travail de Laura Shigihara inclut :
- Cube Land (Minecraft)
- La bande son de To the Moon (Freebird Games) avec Kan Gao
- From the Ground Up (Minecraft)
- Celestial Beings (Celestial Mechanica)
- Plants vs. Zombies: The Soundtrack (Plants vs. Zombies)
- Blood Elf Druids (World of Warcraft)
- Melolune: The Original Soundtrack Part 1 (un jeu qu'elle a créé à l'aide du logiciel de création RPG Maker XP)
- My Blue Dream
- Everything's Alright (Générique de To the Moon)
- Partenariat avec C418 sur la musique "Tsuki No Koibumi" (album "One" de C418) [8]
- Don't Forget  (Deltarune)
- Schala's Theme (Album "To Far Away Times")